# 维也纳林山
维也纳林山（德語：Wienerwald，發音：[ˈviːnɐˌvalt] ⓘ），又称维也纳森林，是下奥地利州和维也纳州境内一片森林覆盖的高地，构成北石灰岩山脉的东北山麓，长45（28英里），宽20—30（12—19英里） 山丘林木茂盛，为维也纳人欢迎的休闲区。
奧地利代表性的作曲家小約翰史特勞斯曾經為其作曲「维也纳森林的故事」。

## 地点
维也纳森林以特里斯廷河、格尔森河、特赖森河和多瑙河为界，位于下奥地利州四个区中的两个区——莫斯特区（Mostviertel）和工业区交界处。森林一直延伸到维也纳市内，是维也纳周边人口稠密地区备受欢迎的户外目的地。

## 地理
维也纳森林的最高点是海拔893米（2,930英尺）的舍普夫尔山 ，利奥波德·菲格尔天文台（Leopold Figl observatory）的所在地。维也纳森林的重要河流有维也纳河、施韦夏特河和特里斯廷河。位于东北部的利奥波德山俯瞰多瑙河和维也纳盆地，构成了阿尔卑斯山脉的东端。
尽管维也纳森林是受保护的景观和重要的休闲区，但它正受到城市扩张的威胁。莱恩茨动物园是一座广阔的公园，栖息着野猪和其他林地动物，以及施瓦岑贝格公园（Schwarzenbergpark）于19世纪在维也纳市境内建成。桑德施泰因-维也纳森林自然公园位于普克斯多夫附近，距维也纳以西约20公里（12英里）。这里还有一些洞穴，例如“三聋洞”（ Dreidärrischenhöhle ）。

## 地质学
维也纳森林的山脉位于东阿尔卑斯山脉与喀尔巴阡山脉的过渡地带，被多瑙河和维也纳附近的一些地质构造线隔开。北部地区属于阿尔卑斯山脉的砂岩带，南部地区属于北石灰岩阿尔卑斯山脉。东部以地热线为界，形成了通往维也纳盆地的地质断层线。维也纳森林北部生长着山毛榉、橡树和角树；南部则是针叶树，主要是松树和冷杉。弗伦贝格（Föhrenberge）自然公园位于后者。

## 参见

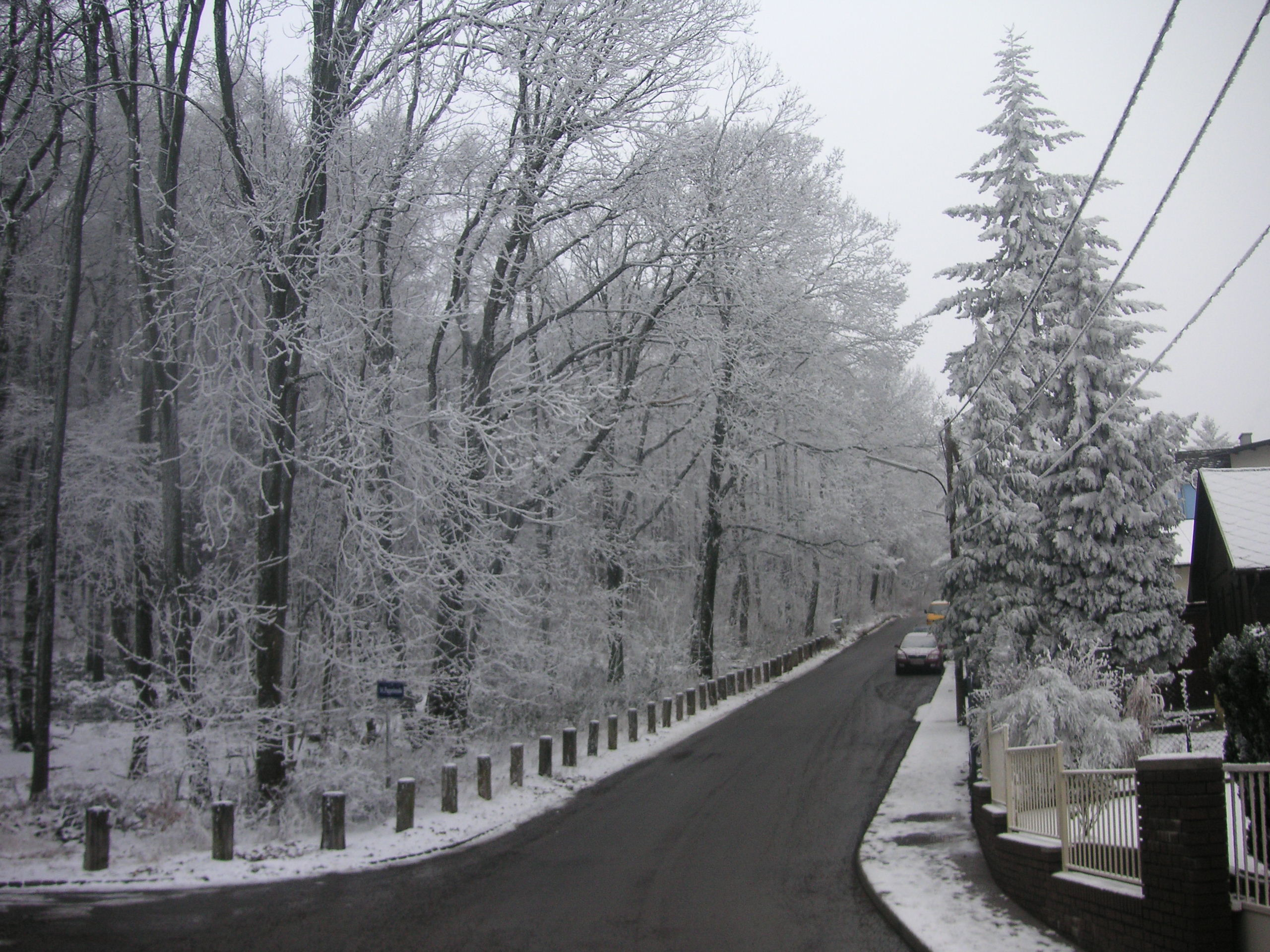

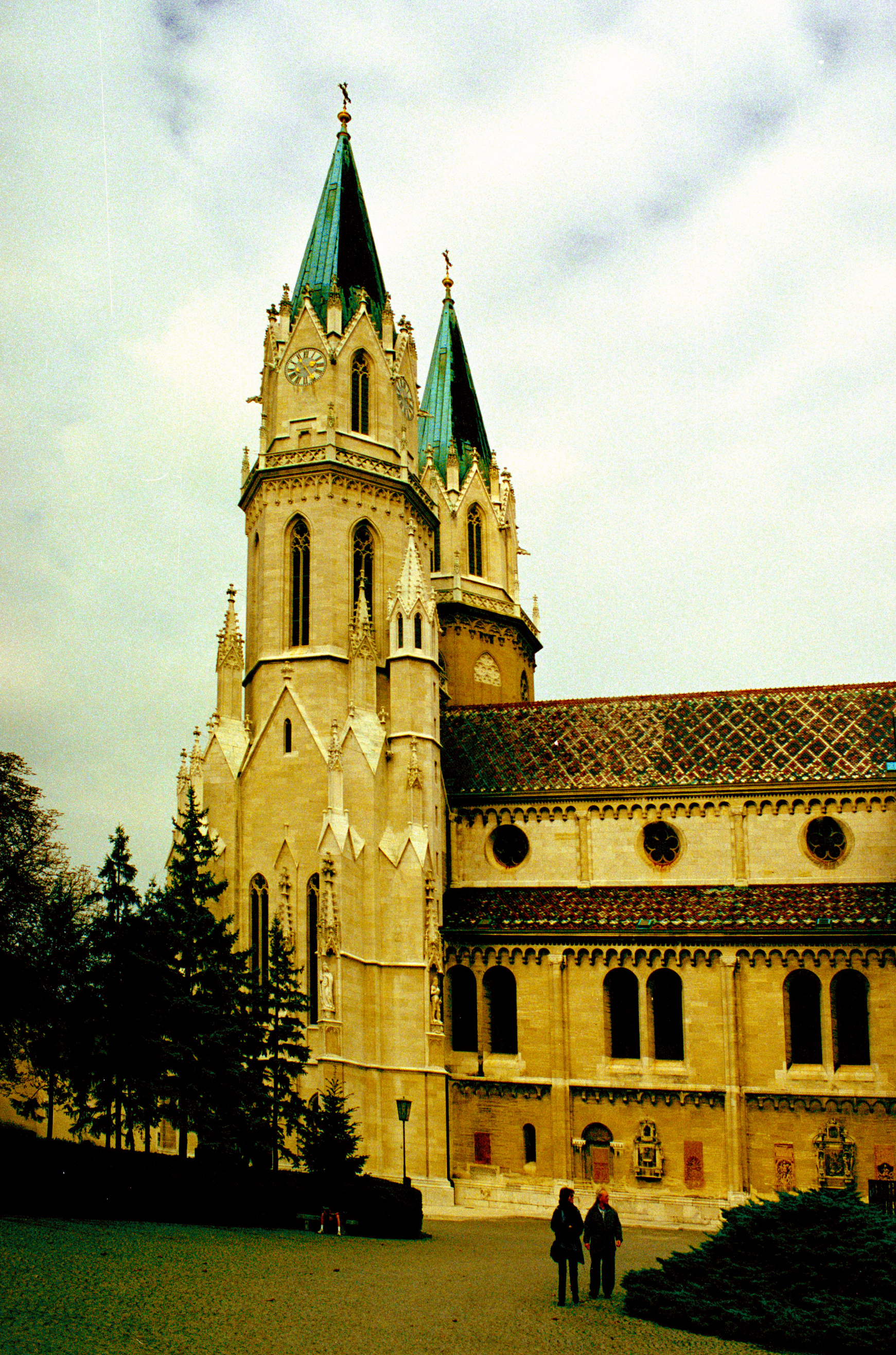